# Ștefan Creangă
Ștefan Creangă (n. 16 mai 1973, Gotești, Cantemir) este un politician și jurist din Republica Moldova, care din decembrie 2014 este deputat în Parlamentul Republicii Moldova din partea Partidului Liberal Democrat din Moldova (PLDM). Este președinte al „Comisiei parlamentare economie, buget și finanțe” și membru al Consiliul Politic Național al PLDM.
Anterior, din 11 septembrie 2013 până în ianuarie 2015 a fost viceministru al Finanțelor, iar din 2011 până în februarie 2014 – membru al Comisiei Electorale Centrale. Între 2009 și 2014 Ștefan Creangă a fost director general al Agenției „Achiziții Publice”.
La alegerile parlamentare din noiembrie 2014 din Republica Moldova a candidat la funcția de deputat de pe locul 17 în lista candidaților PLDM, obținând astfel mandatul de deputat în Parlamentul Republicii Moldova de legislatura a XX-a.
După demisia lui Dorin Drăguțanu din funcția de Guvernator al Băncii Naționale a Moldovei la 21 septembrie 2015, pe 7 octombrie 2015 Ștefan Creangă a fost ales în funcția de președinte al comisiei speciale pentru selectarea candidaturilor la funcția de guvernator al Băncii Naționale a Moldovei.